# Ray Richardson
Pour les articles homonymes, voir Richardson.
Ray Richardson est un peintre britannique né à Woolwich en 1964. Il vit et travaille à Londres.

## Biographie
Il a passé son enfance près des chantiers navals de Woolwich. Diplômé de la Saint Martin School of Art (1983-1984) et du Goldsmiths College (1984-1987), il a obtenu son premier prix du British Council en 1989 et le prix du BP Portrait en 1990. C’est à cette période qu’il entame une collaboration durable avec trois galeries : Boycott Gallery à Bruxelles, Galerie Alain Blondel à Paris et Beaux Arts Gallery à Londres. Depuis 2016, il collabore avec la Zedes Art Gallery à Bruxelles.
À partir de ses observations, ll dépeint le monde du Sud-Est de Londres, ce qui lui a valu une reconnaissance rapide. En 1993, le Telegraph Magazine lui a commandé une série de peintures et de dessins du champion de boxe poids-lourd Lennox Lewis qui a ensuite été donnée à la National Portrait Gallery.
Au fil du temps, il ne décrit plus seulement des scènes quotidiennes de son quartier mais un panorama beaucoup plus large, mêlant critique sociale, humour et préoccupations personnelles. Richardson se sert de l’emblématique Bull Terrier anglais comme métaphore ou alter ego dans ses narrations qui ont pour cadre des paysages urbains ou côtiers, des caravanes ou des terrains de football. 
À la fois imprégné de la tradition de l’histoire de l’art (Titien, Goya, Hogarth, Hopper) et de culture contemporaine (Musique soul, photographie), son travail se caractérise par sa proximité avec le cinéma. Intéressé par les films noirs parmi d’autres genres de film, il cherche « à combiner les façons traditionnelles de peindre avec une approche cinématographique de regarder les choses”. Ses sujets et sa transposition des techniques de réalisateur (gros plan, formats horizontaux, utilisation de l’ombre pour créer une atmosphère dramatique) lui ont valu le surnom par Lindsay MacCrae (GQ Magazine) de “Martin Scorsese de la peinture figurative”; et Ian Gaile (The Independent) affirme : “'Il y a une qualité cinématographique dans ses œuvres qui font de Ray Richardson un David Lynch de la peinture".
En 2014 et 2015, certaines de ses œuvres font partie de “Reality: Modern and Contemporary British painting”, une exposition des peintres britanniques les plus influents des soixante dernières années au Sainsbury Centre for Visual arts et à la Walker Art Gallery de Liverpool, en compagnie de Francis Bacon, Ken Currie, Lucian Freud, David Hockney, Paula Rego, Walter Sickert, Stanley Spencer, etc.
En 2017, la jeune réalisatrice belge, Nina Degraeve, lui consacre un court-métrage documentaire intitulé "Our side of the water". 

## Expositions personnelles (sélection)
- 1989: The Cat In The Hat, Boycott Gallery, Bruxelles
- 1992: The Odd Man Out, Galerie Alain Blondel, Paris
- 1994: Oostenders, Beaux Arts Gallery, Londres
- 1996: One Man On A Trip, Beaux Arts Gallery, London. The Luckiest Man In Two Shoes, Galerie Alain Blondel, Paris
- 1999: MFSB, Beaux Arts Gallery, London
- 2001: Out Of Town, Boycott Gallery, Bruxelles
- 2004: Storyville, Advanced Graphics, Londres
- 2005: An English Phenomenon, Mendenhall Sobieski Gallery, Los Angeles. Lazy Sunday, Gallagher and Turner, Newcastle upon Tyne
- 2009: Music For Pleasure, Galerie Alain Blondel, Paris. With A Little Pinch Of London, Advanced Graphics, Londres
- 2012: Everything is everything, Beaux-Arts, Londres
- 2014: The Jack Lord Ben Oakley Gallery, Londres
- 2016 : You caught me smilin' again, Zedes Art Gallery, Brussels

## Exposition collective (sélection)
- 1988: The John Player Portrait Award, National Portrait Gallery, Londres
- 1990: BP Portrait Award, National Portrait Gallery, Londres
- 1993: RA Summer Show, Royal Academy, Londres
- 1998: The Morecambe And Wise Show (avec Mark Hampson), Glasgow Print Studio
- 1999: OKUK (avec Mark Hampson), Gallery Aoyama & Laforet Museum, Tokyo
- 2002: England Away (avec Mark Hampson), Gallery Aoyama & Laforet Museum, Tokyo
- 2012: BP Portrait Award, National Portrait Gallery, Londres; Never Promised Poundland (avec Cathie Pilkington et Mark Hampson), No Format Gallery, Londres
- 2014: REALITY: Modern and Contemporary British Painting, Sainsbury’s Centre for Visual Arts, Norwich
- 2015: REALITY: Modern and Contemporary British Painting, Walker Art Gallery, Liverpool; Linolcut (avec Picasso, Peter Blake, Sol LeWitt, Wayne Thiebaud et Gary Hume), Paul Stolper Gallery, Londres
- 2016: Still life – Style of life, Jean-Marie Oger, Paris

## Prix et récompenses
- 1989: British Council Award
- 1990: BP Portrait Award Commendation
- 1999: British Council Award
- 2002: British Council Award
- 2007: Association of Painter Printmakers A.R.E.
- 2012: Artist in Residence Eton College. Founders Painting Prize ING Discerning Eye